# Европско првенство у атлетици у дворани 1987 — бацање кугле за мушкарце
Такмичење у бацању кугле у мушкој конкуренцији на 18. Европском првенству у атлетици у дворани 1987. одржано је 21. фебруара у Лијевену (француска).
Титулу европског првака освојену на Европском првенству у дворани 1986. у Мадриду бранио је није бранио Ремигиус Махура из Чехословачке.

## Земље учеснице
Учествовало је 9 бацача кугле из 8 земаља.
1. Аустрија (1)
2. Бугарска (1)
3. Западна Немачка (2)
4. Источна Немачка (1)
5. Југославија (1)
6. Совјетски Савез (1)
7. Швајцарска (1)
8. Шведска (1)

## Рекорди
| Рекорди пре почетка Европског првенства у дворани 1985.     | Рекорди пре почетка Европског првенства у дворани 1985. | Рекорди пре почетка Европског првенства у дворани 1985. | Рекорди пре почетка Европског првенства у дворани 1985. | Рекорди пре почетка Европског првенства у дворани 1985. | Рекорди пре почетка Европског првенства у дворани 1985. |
| ----------------------------------------------------------- | ------------------------------------------------------- | ------------------------------------------------------- | ------------------------------------------------------- | ------------------------------------------------------- | ------------------------------------------------------- |
| Светски рекорд у дворани                                    | Вернер Гинтер                                           | Швајцарска                                              | 22,26                                                   | Маглинен, Швајцарска                                    | 8. фебруар 1987.                                        |
| Европски рекорд у дворани                                   | Вернер Гинтер                                           | Швајцарска                                              | 22,26                                                   | Маглинен, Швајцарска                                    | 8. фебруар 1987.                                        |
| Рекорди европских првенстава                                | РемигиусМахура                                          | Чехословачка                                            | 21,74                                                   | Атина Грчка                                             | 3. март 1985.                                           |
| Најбољи светски резултат сезоне у дворани                   | Вернер Гинтер                                           | Швајцарска                                              | 22,26                                                   | Маглинен, Швајцарска                                    | 8. фебруар 1987.                                        |
| Најбољи европски резултат сезоне у дворани                  | Вернер Гинтер                                           | Швајцарска                                              | 22,26                                                   | Маглинен, Швајцарска                                    | 8. фебруар 1987.                                        |
| Рекорди после завршеног Европског првенства у дворани 1985. |                                                         |                                                         |                                                         |                                                         |                                                         |
| Рекорди европских првенстава                                | Улф Тимерман                                            | Источна Немачка                                         | 22,19                                                   | Лијевин француска                                       | 21. фебруар 1987.                                       |

## Освајачи медаља
|                              |                          |                                |
| Улф Тимерман Источна Немачка | Вернер Гинтер Швајцарска | Сергеј Смирнов Совјетски Савез |

## Резултати

### Финале
| Место | Атлетичар        | Земља           | ЛР    | ЛРС   | Резултат | Белешка  |
| ----- | ---------------- | --------------- | ----- | ----- | -------- | -------- |
|       | Улф Тимерман     | Источна Немачка | 22,15 | 22,00 | 22,19    | РЕПд НРд |
|       | Вернер Гинтер    | Швајцарска      | 22,26 | 22,26 | 21,53    |          |
|       | Сергеј Смирнов   | Совјетски Савез | 21,40 | 21,40 | 20,97    |          |
| 4.    | Клаус Боденмилер | Аустрија        |       |       | 20,16    | НРд      |
| 5.    | Карлстен Штоц    | Западна Немачка |       |       | 19,64    |          |
| 6.    | Ролф Салфранк    | Западна Немачка |       |       | 19,41    |          |
| 7.    | Владимир Милић   | Југославија     | 20,64 | 19,59 | 19,30    |          |
| 8.    | Георги Тодоров   | Бугарска        |       |       | 19,07    |          |
| 8.    | Мартин Вара      | Шпанија         |       |       | 16,89    |          |

## Укупни биланс медаља у бацању кугле за мушкарце после 18. Европског првенства у дворани 1970—1987.
|     | Земља                |    |    |    |    |
| --- | -------------------- | -- | -- | -- | -- |
| 1.  | Источна Немачка      | 4  | 5  | 0  | 9  |
| 2.  | Финска               | 3  | 0  | 0  | 3  |
| 3.  | Совјетски Савез      | 2  | 3  | 4  | 9  |
| 4.  | Уједињено Краљевство | 2  | 3  | 1  | 6  |
| 5.  | Чехословачка         | 2  | 2  | 3  | 7  |
| 6.  | Југославија          | 2  | 0  | 4  | 6  |
| 7.  | Швајцарска           | 1  | 2  | 1  | 4  |
| 8.  | Бугарска             | 1  | 0  | 0  | 1  |
| 8.  | Исланд               | 1  | 0  | 0  | 1  |
| 10. | Пољска               | 0  | 2  | 1  | 3  |
| 11. | Француска            | 0  | 1  | 1  | 2  |
| 12. | Италија              | 0  | 0  | 2  | 2  |
| 13. | Шведска              | 0  | 0  | 1  | 1  |
|     | Укупно {13}          | 18 | 18 | 18 | 54 |

|     | Атлетичар              | Земља                |   |   |   |   |
| --- | ---------------------- | -------------------- | - | - | - | - |
| 1.  | Хартмут Бризеник       | Источна Немачка      | 3 | 0 | 0 | 3 |
| 1.  | Рејо Столберг          | Финска               | 3 | 0 | 0 | 3 |
| 3.  | Џефри Кејпс            | Уједињено Краљевство | 2 | 3 | 1 | 6 |
| 4.  | Јанис Бојарс           | Совјетски Савез      | 2 | 0 | 0 | 2 |
| 5.  | Вернер Гинтер          | Швајцарска           | 1 | 2 | 1 | 4 |
| 6.  | Ремигиус Махура        | Чехословачка         | 1 | 1 | 0 | 2 |
| 6.  | Улф Тимерман           | Западна Немачка      | 1 | 1 | 0 | 2 |
| 8.  | Јарослав Брабец        | Чехословачка         | 1 | 0 | 2 | 3 |
| 9.  | Златан Сарачевић       | Југославија          | 1 | 0 | 1 | 2 |
| 10. | Хајнц-Јоахим Ротенбург | Источна Немачка      | 0 | 2 | 0 | 2 |
| 10. | Герд Лохман            | Источна Немачка      | 0 | 2 | 0 | 2 |
| 12. | Владислав Комар        | Пољска               | 0 | 1 | 1 | 2 |
| 12. | Валериј Волкин         | Совјетски Савез      | 0 | 1 | 1 | 2 |
| 12. | Јарослав Влк           | Чехословачка         | 0 | 1 | 1 | 2 |
| 12. | Сергеј Смирнов         | Совјетски Савез      | 0 | 1 | 1 | 2 |
| 16. | Иван Иванчић           | Југославија          | 0 | 0 | 2 | 2 |